# Звягловка
Звя́гловка (рос. Звягловка) — присілок у складі Грязовецького району Вологодської області, Росія. Входить до складу Перцевського сільського поселення.
У присілку народився повний кавалер ордена Слави Шевельов Анатолій Йосифович.

## Населення
Населення — 2 особи (2010; 2 у 2002).
Національний склад (станом на 2002 рік):
- росіяни — 100 %